# Frédéric Bourdillon
Frédéric Bourdillon (Grasse, 16 marzo 1991) è un cestista francese con cittadinanza israeliana.

## Palmarès
- Campionato israeliano: 2

Maccabi Tel Aviv: 2019-20
Hapoel Holon: 2021-22
- Coppa di Francia: 1

Élan Chalon: 2010-11
- Lega Balcanica: 1

Hapoel Holon: 2020-21